# Tidekanal
El Tidekanal o Canal de la marea és un canal navegable al port d'Hamburg a l'estat d'Hamburg. Desemboca al Moorfleeter Kanal que connecta via el Billwerder Bucht, un antic braç del Dove Elbe a l'Elba sense cap resclosa, i per això està sotmès al moviment de la marea.
En el marc d'un projecte de donar més espai als moviments de la marea, que després dècades d'endigaments i d'apregonament de l'Elba, es projecta la creació d'un estany inundable a l'entorn del Tidekanal. Tot i perdre el seu paper pel transport de mercaderies, queden unes empreses, com a la Akf handling GmbH que utilitzen el canal.

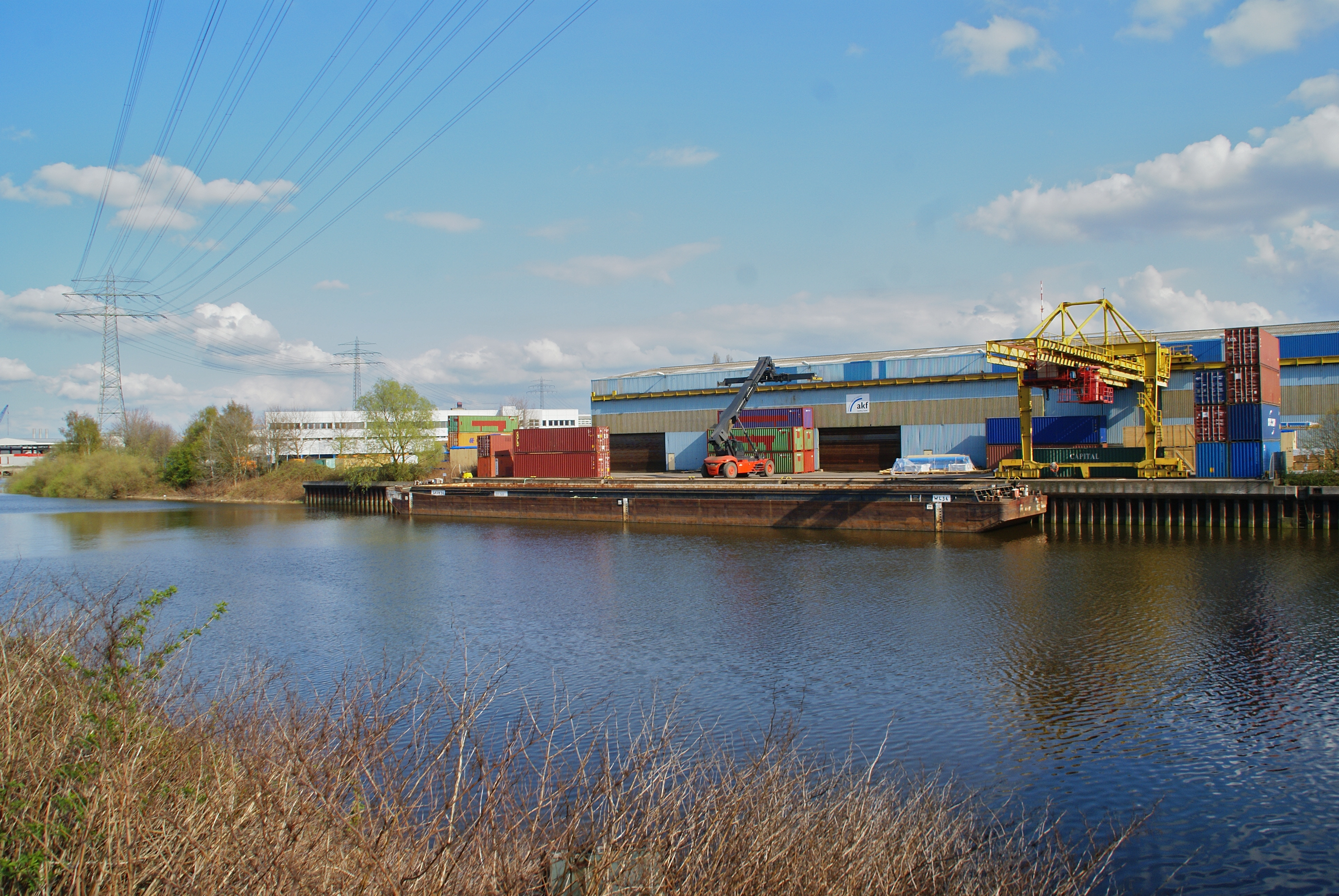
Les instal·lacions portuàries de la firma akf handling GmbH des del pont Bredow
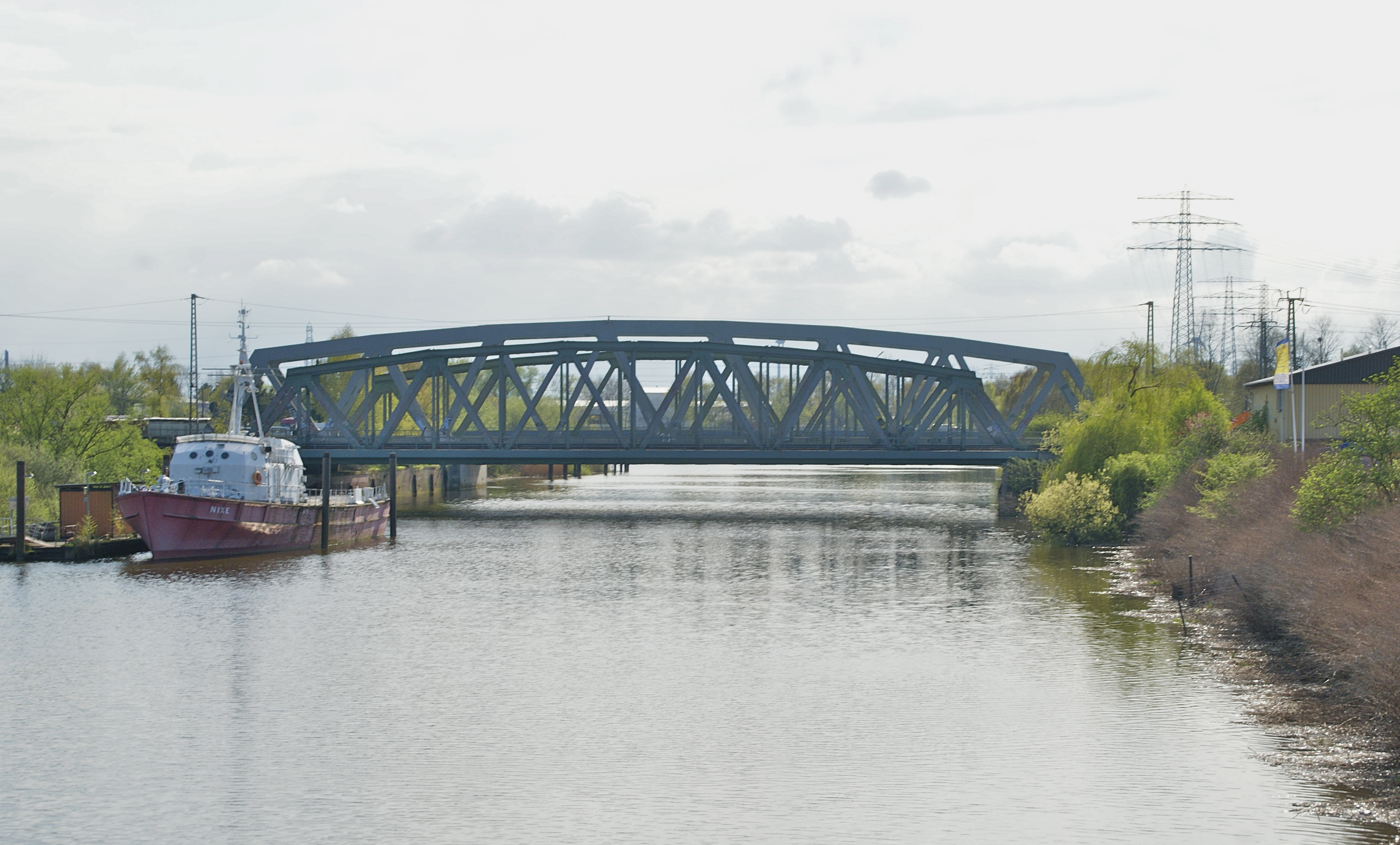
Pont del ferrocarril de la línia S2 de les rodalies

## Connecta amb
- Industriekanal
- Moorfleeter Kanal
- Billwerder Bucht